# Nateby
Nateby är en by (village) och en civil parish  i Cumbria i nordvästra England. Orten har 110 invånare (2001).